# Valeri Didenko
Valeri Didenko (Klyazma, URSS, 4 de marzo de 1946) es un deportista soviético que compitió en piragüismo en la modalidad de aguas tranquilas. 
Participó en los Juegos Olímpicos de Múnich 1972, obteniendo una medalla de oro en la prueba de K4 1000 m. Ganó medallas en el Campeonato Mundial de Piragüismo entre los años 1970 y 1973, y tres medallas en el Campeonato Europeo de Piragüismo en los años 1967 y 1969.

## Palmarés internacional
| Juegos Olímpicos   | Juegos Olímpicos       | Juegos Olímpicos  | Juegos Olímpicos |
| Año                | Lugar                  | Medalla           | Evento           |
| ------------------ | ---------------------- | ----------------- | ---------------- |
| 1972               | Múnich (RFA)           | Medalla de oro    | K4 1000 m        |
| Campeonato Mundial |                        |                   |                  |
| Año                | Lugar                  | Medalla           | Evento           |
| 1970               | Copenhague (Dinamarca) | Medalla de oro    | K4 1000 m        |
| 1971               | Belgrado (Yugoslavia)  | Medalla de oro    | K4 1000 m        |
| 1973               | Tampere (Finlandia)    | Medalla de plata  | K4 1000 m        |
| Campeonato Europeo |                        |                   |                  |
| Año                | Lugar                  | Medalla           | Evento           |
| 1967               | Duisburgo (RFA)        | Medalla de plata  | K4 1000 m        |
| 1967               | Duisburgo (RFA)        | Medalla de oro    | K4 10 000 m      |
| 1969               | Moscú (URSS)           | Medalla de bronce | K4 1000 m        |